# Flesh Gordon (catch)
Pour l’article homonyme, voir Flesh Gordon.
Gérard Hervé (né le 20 juin 1953 à Villeneuve-Saint-Georges dans le Val-de-Marne) est un catcheur français plus connu sous le nom de Flesh Gordon.

## Carrière
Il pratique la boxe anglaise dès 14 ans ainsi que le pancrace. Dans les années 1970, il part au Mexique et découvre la lucha libre. Il débute dans le catch en tant que Super Flèche.
Il devient champion d'Europe en 1988 et champion du monde en 1992, puis crée une école de catch à Faremoutiers en Seine et Marne.
En 1995, l'émission Strip-Tease lui consacre un épisode intitulé Flesh Gordon et les Pompiers.
Il catche à la Wrestling Stars depuis sa création en 2001 et occupe le poste de Directeur Technique National,,.